# Blonde rog
De blonde rog (Raja brachyura) is een rog uit de familie Rajidae. Deze kraakbeenvis komt voor in kustwateren met een zandbodem, in de noordoostelijke Atlantische Oceaan, de Noordzee en het westen van de Middellandse Zee.  
De blonde rog is meestal 40 tot 80 cm maar kan maximaal 120 cm lang worden. De rug is lichtbruin, met veel zwarte vlekjes en ook wat witte vlekken. Hij heeft stekels op de rug. De onderkant is wit.

## Status aan de Nederlandse en Belgische kusten
Blonde roggen komen voor op een diepte tussen de 10 en 150 m (tot 300 m). Over de voortplanting van de blonde rog is betrekkelijk weinig bekend. Langs de Nederlandse kust is deze rog zeldzaam. Er zijn vijf vangsten, allemaal in de buurt van Texel gedaan tussen 1948 en 1960.

Deze soort rog gaat in aantal achteruit. Net als zoveel bodembewonende soorten haaien is de blonde rog zeer gevoelig voor overbevissing door visserij met bodemsleepnetten. De soort staat als gevoelig op de internationale Rode Lijst van de IUCN.